# Paul Bell Chambers
Paul Bell Chambers (Cheshire, Reino Unido, 1 de abril de 1868 - Londres, Reino Unido, 31 de diciembre de 1930) fue un arquitecto inglés que realizó gran parte de sus obras en la Argentina, en especial para el Ferrocarril del Sud.
Realizó sus estudios en la Escuela de Arte de la Isla de Wight y la Escuela de Arte del Museo de Arquitectura de Westminster, Londres. Se graduó de arquitecto, y realizó sus primeras obras en su país natal: escuelas, bancos e institutos.
Emigró a la Argentina, llegando a Buenos Aires en noviembre de 1896. Poco tiempo después fue sancionada la Ley n.º 4416, que validó los títulos universitarios de los inmigrantes en el país, con lo cual Chambers se transformó en un profesional argentino.
Conoció al arquitecto norteamericano Louis Newbery Thomas, también radicado en la Argentina, hacia 1905, y con él realizó sus mayores obras en el país. Se trató de grandes edificios corporativos y terminales ferroviarias de grandes dimensiones para el Ferrocarril del Sud (FCS), siendo muchos de ellos declarados Monumento Histórico Nacional en la actualidad.
Las principales obras de Chambers & Thomas fueron la Estación La Plata del FCS (inaugurada el 1 de octubre de 1906), la Estación Hipólito Yrigoyen (1909), la ampliación del edificio de la Estación Plaza Constitución (1907/1910, conocido como "Constitución III"), el Railway Building construido para alojar a las oficinas de las empresas ferroviarias inglesas (1907/1910, habilitado en 1914), la sucursal de la tienda inglesa Harrods en Buenos Aires (inaugurada el 31 de marzo de 1914), la casa central del Banco Anglo Sudamericano (1912/1920, hoy rebautizada como Palacio de la Reconquista), el Edificio Británico para la naviera Mala Real Inglesa, el edificio de oficinas del Ferrocarril Central Córdoba, la Colonia Banfield, la Cervecería Bieckert en Llavallol, la sede de la Ford Motor Company en Buenos Aires y la casa central del Banco de Boston (1921/1924).
Paul Bell Chambers ingresó a la Sociedad Central de Arquitectos (SCA) de Argentina en marzo de 1904, y llegó a ser su presidente en tres oportunidades (1908, 1909 y 1913). En marzo de 1926, el arquitecto dejó la Argentina para regresar a su tierra natal, donde se radicó en Londres. La SCA lo nombró simbólicamente su Corresponsal en la capital inglesa, cargo que ostentó el resto de su vida. Chambers falleció allí el 31 de diciembre de 1930, a los 62 años.

## Imágenes

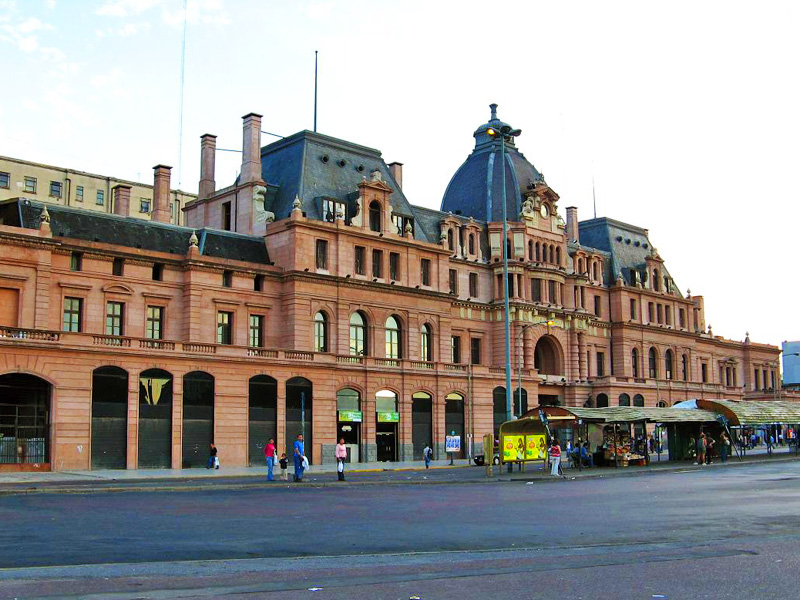
Estación Constitución III
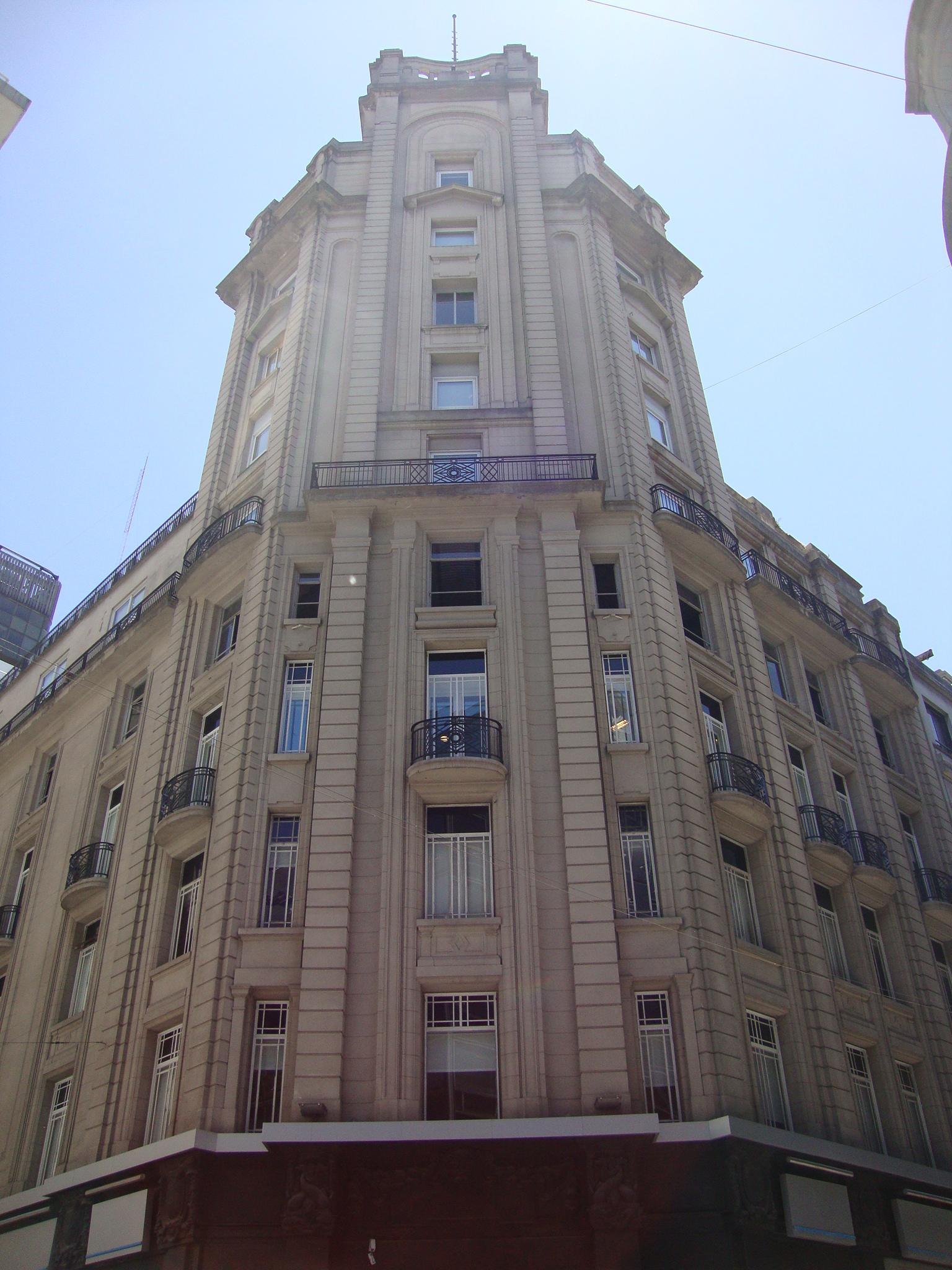
Edificio Británico
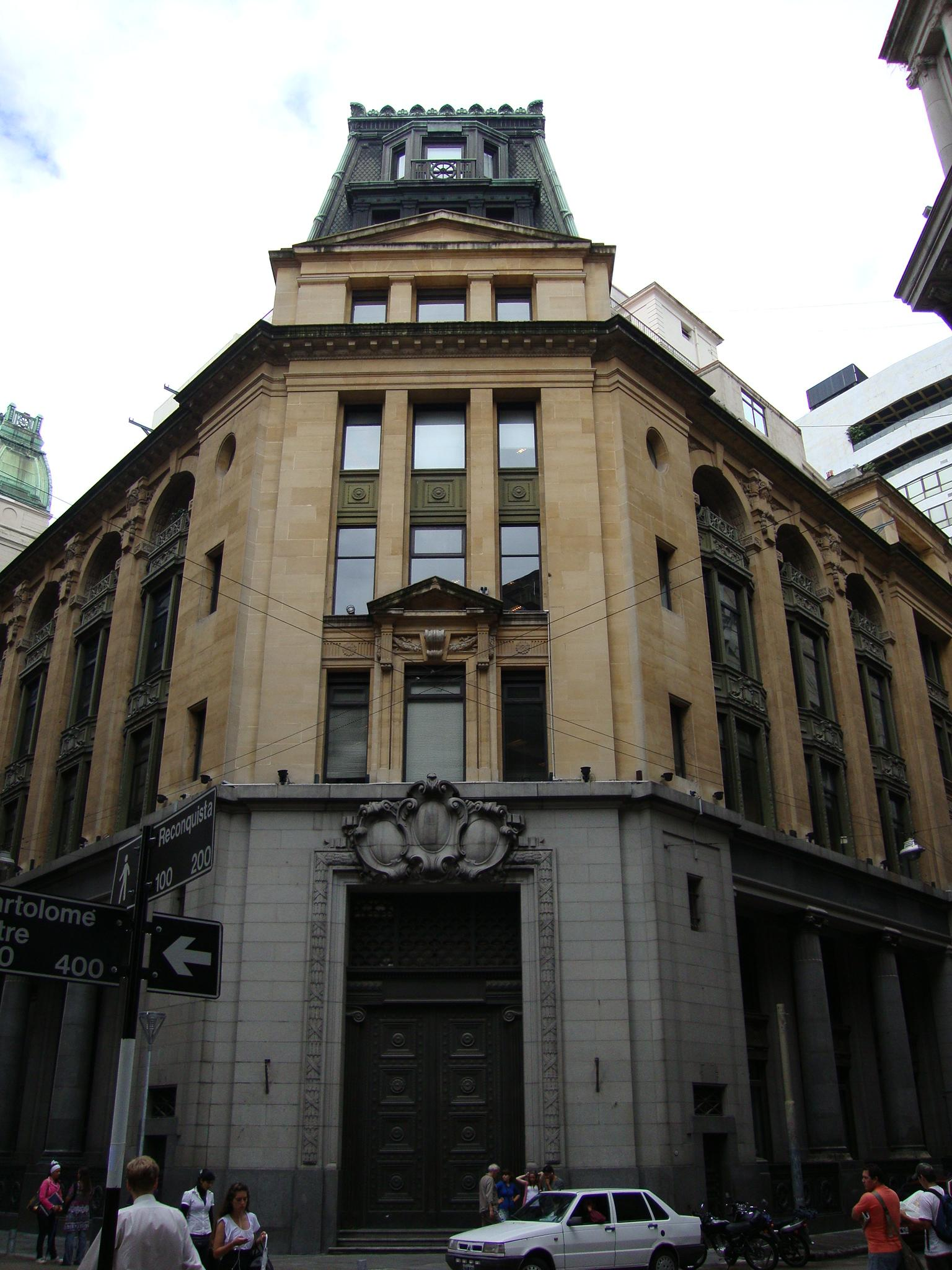
Banco Anglo Sudamericano